# Aphanophleps vulpina
Aphanophleps vulpina là một loài bướm đêm trong họ Geometridae.